# Tantilla petersi
Tantilla petersi är en ormart som beskrevs av Wilson 1979. Tantilla petersi ingår i släktet Tantilla och familjen snokar. Inga underarter finns listade i Catalogue of Life.
Denna orm förekommer i Ecuador i Anderna. Exemplar hittades vid Pimampiro och vid Yahuarcocha. Utbredningsområdet ligger 1650 till 2200 meter över havet. Exemplar hittades i torra buskskogar. Honor lägger antagligen ägg.
Beståndet hotas av landskapsförändringar. Utbredningsområdets storlek är mindre än 100 km². IUCN listar arten som akut hotad (CR).